# Шипилов, Илья Васильевич
Илья Васильевич Шипилов (род. 20 июля 1975) — российский композитор, музыкант. Работает в жанре академической, электроакустической и электронной музыки. Член Союза кинематографистов России (СК РФ).

## Призы и награды
- Лауреат Первого Всероссийского конкурса композиторов имени Андрея Петрова, Санкт-Петербург, 2007 г. (II премия и Приз зрительских симпатий)
- Лауреат Конкурса юных композиторов «Постигая искусство классиков…», Воронеж, 2000 г. (Второе место и Специальный диплом «За творческое постижение музыки классицизма»)

## Фильмография

### Композитор,музыкальный продюсер
- 2012 «Инкассаторы»
- 2011 «Небесный суд»
- 2011 «Буду верной женой»
- 2011 «Упражнения в прекрасном»
- 2010 «Компенсация»
- 2010 «Москва, я люблю тебя!», киноальманах. «Скрипач», новелла.
- 2010 «Майские», короткий метр (ВГИК)
- 2010 «Госпожа удача»
- 2010 «Дом малютки»
- 2010 «Сильная слабая женщина»
- 2009 «Скоро весна»
- 2009 «Государыня и разбойник»
- 2009 «Я вернусь»
- 2009 «Первая любовь»
- 2008 «Выбор моей мамочки»
- 2008 «Никто не знает про секс 2: No sex»
- 2007 «Путешествие с домашними животными»
- 2006 «Никто не знает про секс»